# Santana, Bahia
Santana este un oraș în statul Bahia (BA) din Brazilia.